# Copa de Ciudades Universitarias
La Copa de Ciudades Universitarias, conocida también como Copa de las Universidades de América o Copa Sudamericana de Clubes Universitarios, fue un torneo amistoso internacional de fútbol de una única edición y se jugó desde el 22 de septiembre hasta el 16 de noviembre de 1976.
Su organización estuvo a cargo del Club Deportivo de la Universidad de Chile su presidente era Emilio Torrealba, y en ella tuvieron derecho a participar cuatro clubes sudamericanos de carácter universitario. Inicialmente iba a disputarse en 1975, pero se esperó un año para darle inicio.
El campeón fue Universidad de Chile, tras superar en el último partido de la ronda final a Universitario de Deportes por 2-0.

## Equipos participantes
| Equipo                    | Universidad                                 | País    |
| ------------------------- | ------------------------------------------- | ------- |
| Universidad Católica      | Pontificia Universidad Católica del Ecuador | Ecuador |
| Universidad Católica      | Pontificia Universidad Católica de Chile    | Chile   |
| Universidad de Chile      | Universidad de Chile                        | Chile   |
| Universitario de Deportes | Universidad Nacional Mayor de San Marcos    | Perú    |

## Desarrollo
El torneo se dividió en una fase preliminar y una fase final. 

### Fase preliminar
| Copa de Ciudades Universitarias Fase preliminar; 22 de septiembre de 1976 | Universidad de Chile                             | 6:1     | Universidad Católica (Chile) | Estadio Nacional, Ñuñoa, Santiago (Chile) |  |
|                                                                           | Salah · Koscina ?' (pen.) · Pellegrini · Bigorra | Reporte | Anotado                      |                                           |  |

### Fase final
Se desarrolló con la modalidad de todos contra todos, mediante llaves de ida y vuelta, resultando campeón aquel equipo que obtuviera mayor puntaje en la tabla final.
| Copa de Ciudades Universitarias Fase final; 7 de octubre de 1976 | Universitario de Deportes | 2:2     | Universidad de Chile    | Estadio Nacional del Perú, Santa Beatriz, Lima (Perú) |  |
|                                                                  | Anotado                   | Reporte | Pinto ?' (pen.) · Salah |                                                       |  |

| Copa de Ciudades Universitarias Fase final; 13 de octubre de 1976 | Universidad Católica (Ecuador) | 0:0     | Universidad de Chile | Estadio Olímpico Atahualpa, Quito (Ecuador) |  |
|                                                                   |                                | Reporte |                      |                                             |  |
| Pinto (Universidad de Chile). · 89' Salah (Universidad de Chile). |                                |         |                      |                                             |  |

| Copa de Ciudades Universitarias Fase final; 29 de septiembre de 1976 | Universidad Católica (Ecuador) | 3:2 | Universitario de Deportes | Estadio Olímpico Atahualpa, Quito (Ecuador) |  |
|                                                                      | Anotado                        |     | Anotado                   |                                             |  |

| Copa de Ciudades Universitarias Fase final; 20 de octubre de 1976 | Universitario de Deportes | 2:0 | Universidad Católica (Ecuador) | Estadio Nacional del Perú, Santa Beatriz, Lima (Perú) |  |
|                                                                   | Anotado                   |     |                                |                                                       |  |

| Copa de Ciudades Universitarias Fase final; 21 de octubre de 1976 | Universidad de Chile        | 3:0     | Universidad Católica (Ecuador) | Estadio Nacional, Ñuñoa, Santiago (Chile) |  |
|                                                                   | Soto · Barrera · Pellegrini | Reporte |                                |                                           |  |
| Quiroga (Universidad Católica).                                   |                             |         |                                |                                           |  |

| Copa de Ciudades Universitarias Fase final; 16 de noviembre de 1976                                                   | Universidad de Chile | 2:0     | Universitario de Deportes | Estadio Nacional, Ñuñoa, Santiago (Chile) |  |
| | Barrera              | Reporte |                           |                                           |  |
| P. Rojas (Universitario de Deportes). · Universidad de Chile se titula campeón de la Copa de Ciudades Universitarias. |                      |         |                           |                                           |  |

## Tabla final
| Pos | Equipo                         | PJ | PG | PE | PP | GF | GC | Dif | Pts |
| --- | ------------------------------ | -- | -- | -- | -- | -- | -- | --- | --- |
| 1   | Universidad de Chile           | 4  | 2  | 2  | 0  | 7  | 2  | 5   | 6   |
| 2   | Universitario de Deportes      | 4  | 1  | 1  | 2  | 6  | 7  | -1  | 3   |
| 3   | Universidad Católica (Ecuador) | 4  | 1  | 1  | 2  | 3  | 7  | -4  | 3   |

Pos = Posición; PJ = Partidos jugados; PG = Partidos ganados; PE = Partidos empatados; PP = Partidos perdidos; GF = Goles a favor; GC = Goles en contra; Dif = Diferencia de gol; Pts = Puntos
|  | Campeón |

## Campeón
| Universidad de Chile |
| Universidad de Chile |